# Johann Christoph Raßler
Johann Christoph Raßler, auch Christoph Rassler, Christophorus Raslerus, (* 12. August 1654 in Konstanz; † 16. Juli 1723 in Rom) war ein deutscher Jesuit, Theologe und Gelehrter.

## Familie
Christoph Raßler war ein Bruder oder Verwandter der Jesuiten und Schriftsteller Franz Raßler (1649–1734) und Maximilian Raßler (1645–1719); eine verwandtschaftliche Beziehung zum Benediktiner und Abt von Zwiefalten Christoph Raßler (1615–1675) ist möglich. Ebenfalls aus Konstanz stammte Jacob Christoph Raßler (1605–1665), der in fürstbischöflichen Diensten Karriere machte und zum 1654 geadelten Begründer der Linie Raßler von Gamerschwang wurde.

## Leben
Nach dem Besuch der Schule in Augsburg trat er am 30. September 1669 in den Jesuitenorden ein. Er studierte an der Universität Ingolstadt und dem Collegium Romanum in Rom. 1685 wurde er Professor für Philosophie an der Universität Ingolstadt, 1691 wechselte er auf eine Professur für Moraltheologie und Dogmatik an der Universität Dillingen; zudem war er von 1692 bis 1702 Professor für Theologie in Ingolstadt. Raßler war ab 1702 und wieder ab 1714 Studien-Präfekt in Ingolstadt, vom 15. Oktober 1714 bis 17. September 1716 Rektor der Universität Dillingen. 1716 wurde er Studienpräfekt am Collegium Romanum in Rom.
Christoph Raßler wurde als Kritiker des Jesuiten-Generals Thyrsus González bekannt, von dessen Nachfolger Michelangelo Tamburini als Generalrevisor für die ordensinterne Manuskriptkontrolle und -zensur in der Generalleitung des Ordens eingesetzt. Daneben beurteilte er im Auftrag des Magisters sacri palatii, des päpstlichen Hoftheologen, Manuskripte vor der Erteilung der römischen Druckerlaubnis („Imprimatur“) und arbeitete wahrscheinlich auch als Qualifikator (Fachgutachter) des Sanctum Officium für die Inquisitionskongregation. Er war zudem Berater des jesuitischen Kardinals Giovanni Battista Tolomei (1653–1726).

## Werk
Raßler ist ein Hauptvertreter der deutschen Jesuiten-Moraltheologen, auf deren Wirken die Verselbständigung der Moraltheologie von der Dogmatik innerhalb des Fächerkanons der katholischen Theologie zurückgeht. Er ließ in Ingolstadt eine „Controversiae philosophicae“ verteidigen, in Dillingen 1696 eine „Controversiae theologicae de ultima resolutione fidei divinae“ und wiederum in Ingolstadt 1697 eine „Controversiae theologicae de physica praedeterminatione“. 1701 veröffentlichte er in Ingolstadt die Apologetik „De regula externa fidei divinae“.
1694 verfasste er drei umfangreiche Dissertationen unter dem Titel „Controversia theologica tripartia academicae disputationi subjecta de recto usu opinionum probabilium“, um das kurz zuvor erschienene Werk „Fundamentum theologiae moralis“ des Jesuiten-Generals Thyrsus González zur Bekämpfung des Probabilismus im Orden, zu bekämpfen. Es war die erste Schrift gegen einen jesuitischen Ordensgeneral. Rassler verteidigte darin den in München und Konstanz wirkenden Schweizer Moraltheologen und Jesuiten Georges Gobat (1600–1679) und kritisierte den Bischof von Arras, Guy de Sève de Rochechouart († 1726), der durch eine bischöfliche „Zensur“ die posthumen „Opera moralia“ (1703) von Gobat verurteilt hatte. Bei Druckbeginn wurde die Schrift eingezogen, zur Zensur nach Rom gegeben und letztendlich vernichtet. Es folgten die weiteren Publikation „Vindiciae Gobatianae“ (1706) und „Norma recti“ (1713) zur Thematik des Probabilismus.